# Wiesen-Schaumkraut

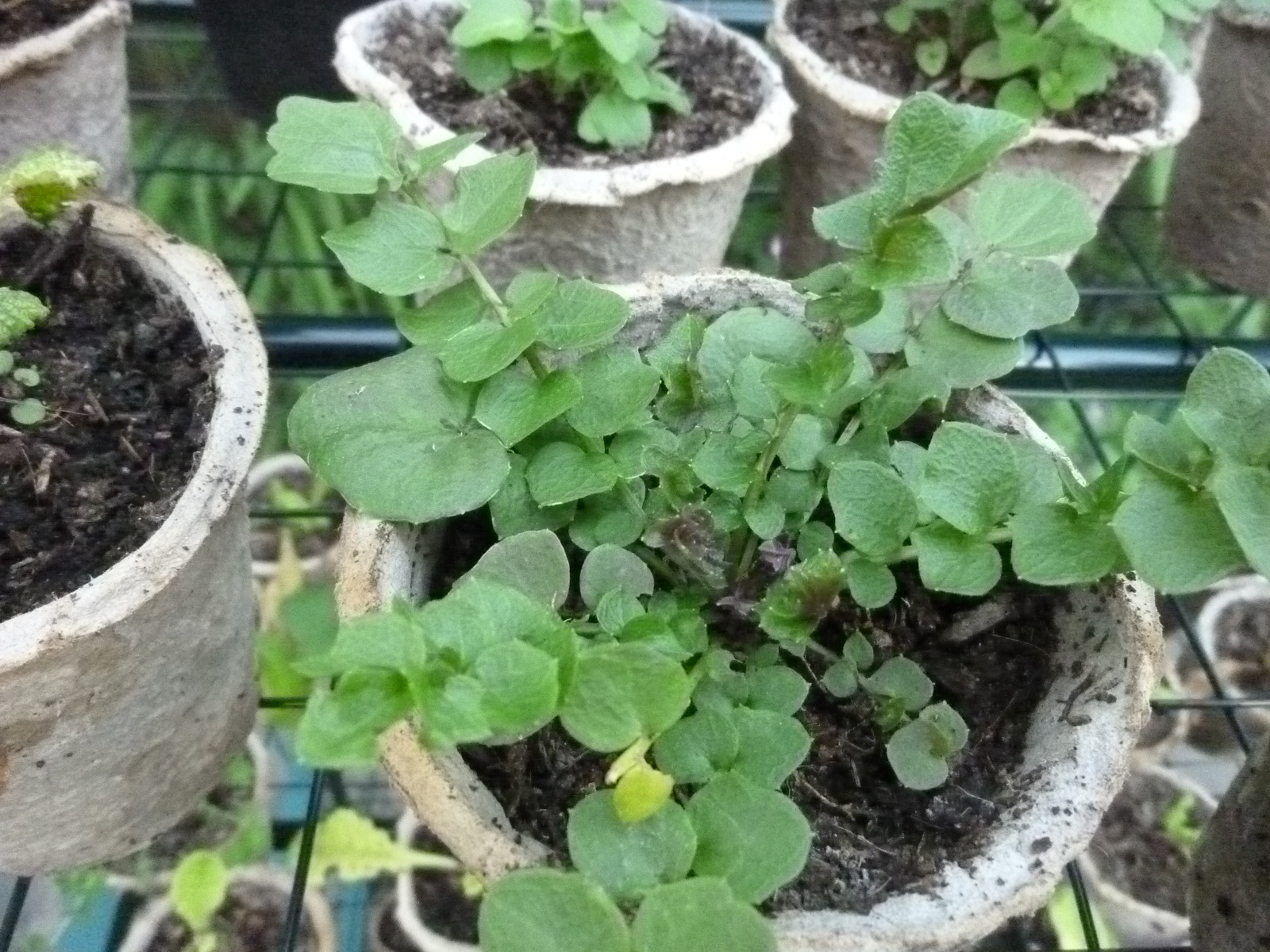
Blattrosette

Das Wiesen-Schaumkraut (Cardamine pratensis) ist eine Pflanzenart aus der Gattung der Schaumkräuter (Cardamine) innerhalb der Familie der Kreuzblütengewächse (Brassicaceae). Das Verbreitungsgebiet umfasst weite Gebiete der Nordhalbkugel. Es dominiert mit seinen weiß bis zart violetten Blüten ab Ende April bis Mitte Mai häufig das Erscheinungsbild nährstoffreicher Feuchtwiesen.

## Beschreibung

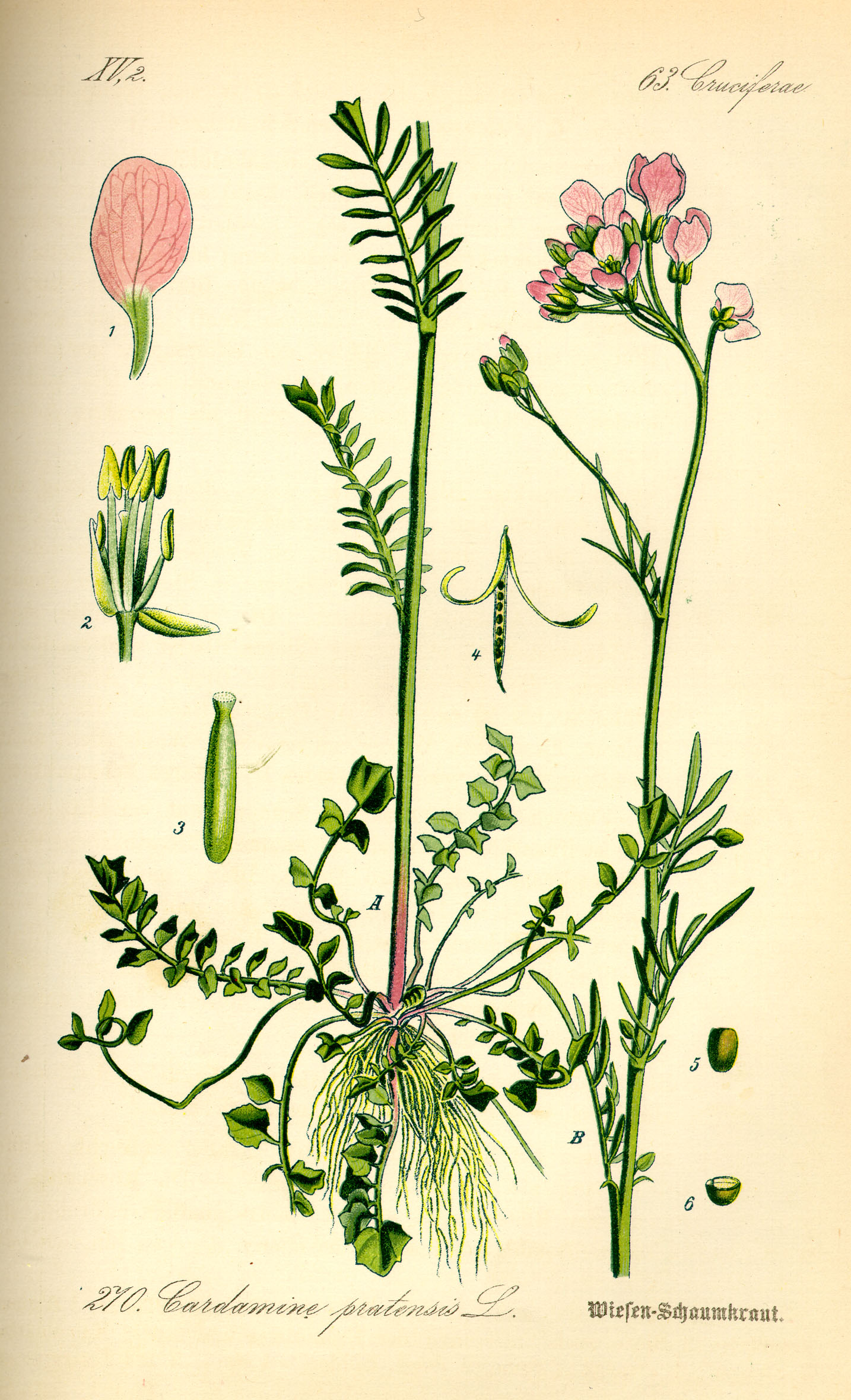
Illustration

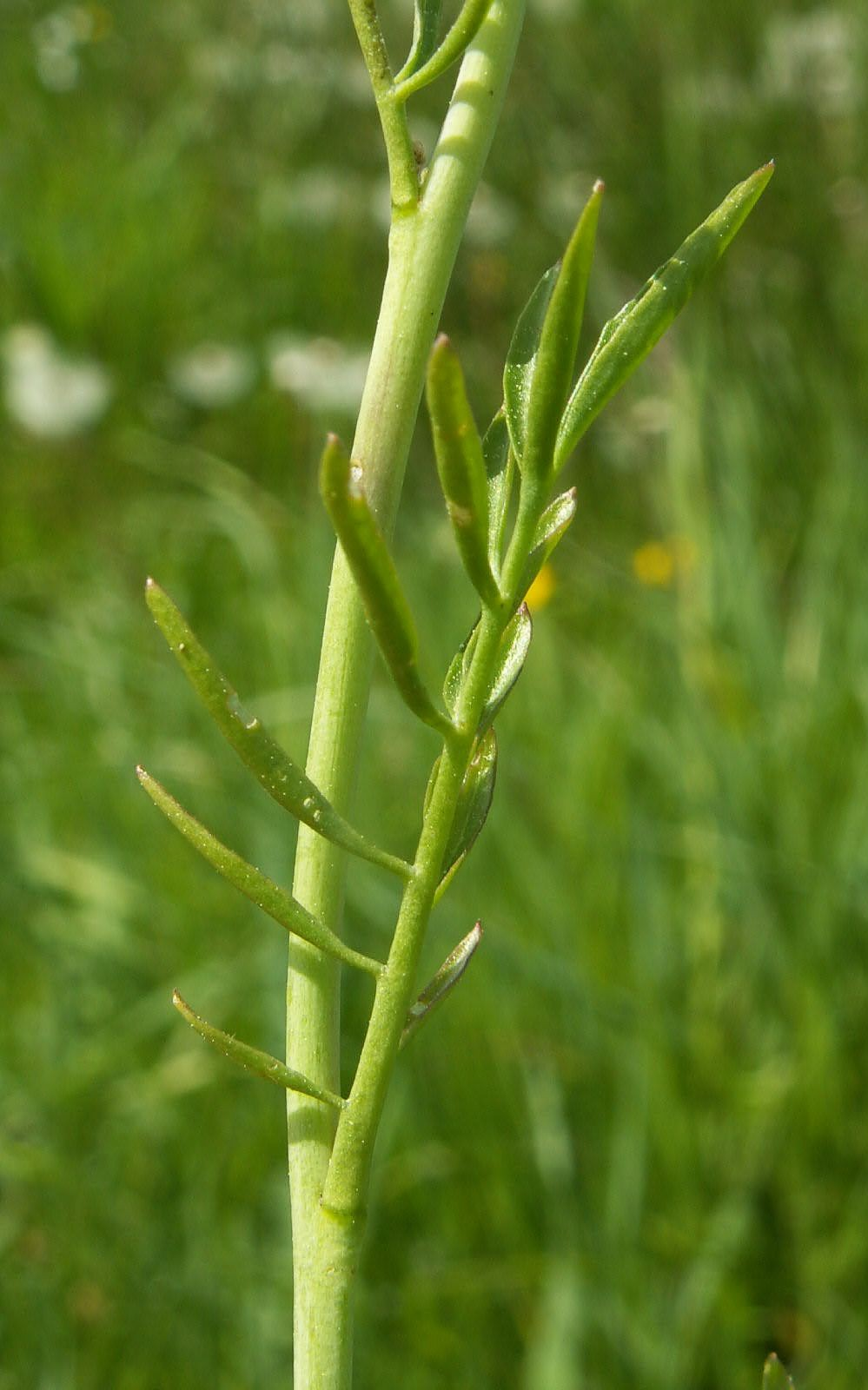
Fiederteiliges Stängelblatt

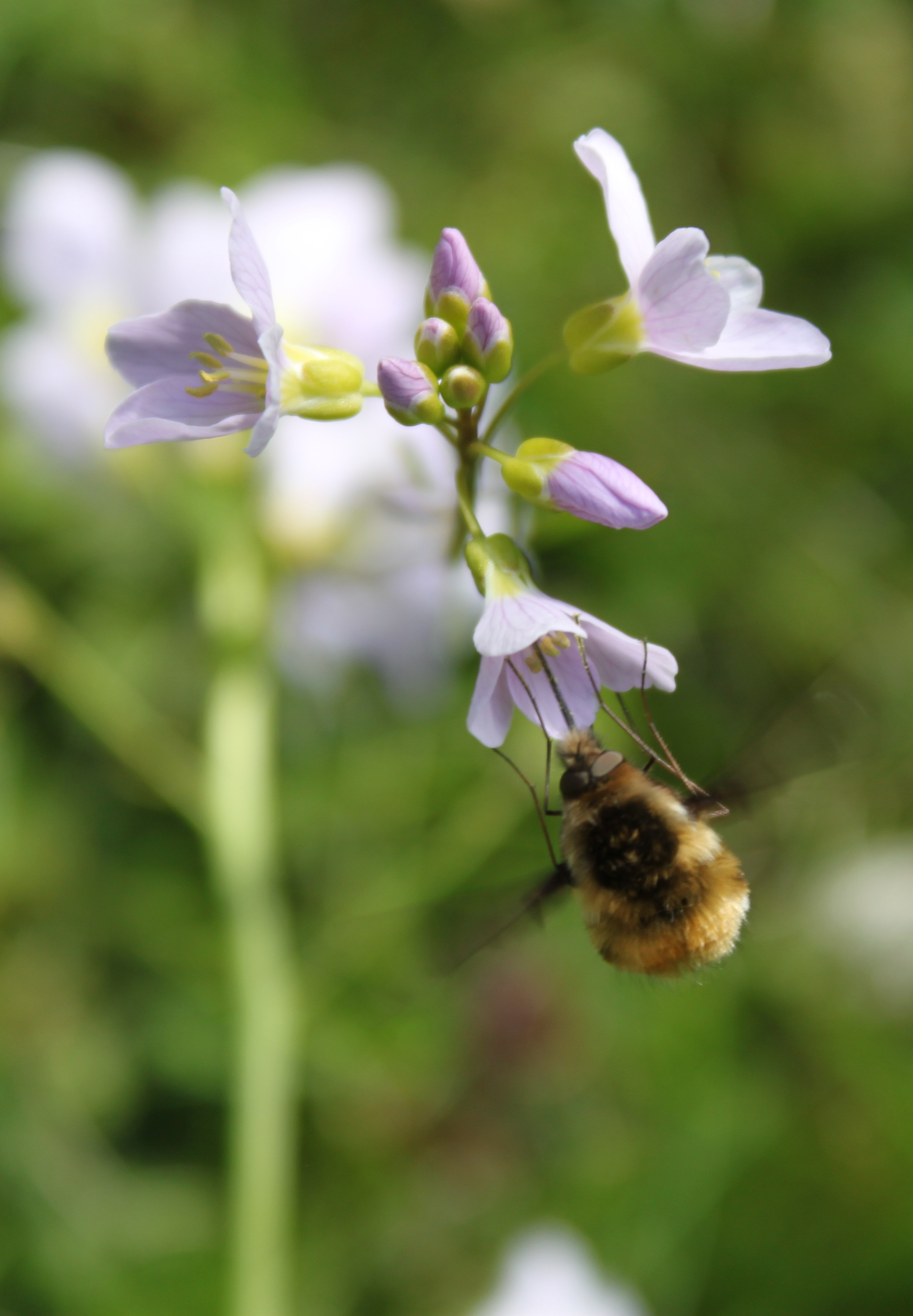
Ein Wollschweber steckt seinen Rüssel in die Blüte des Wiesen-Schaumkrautes

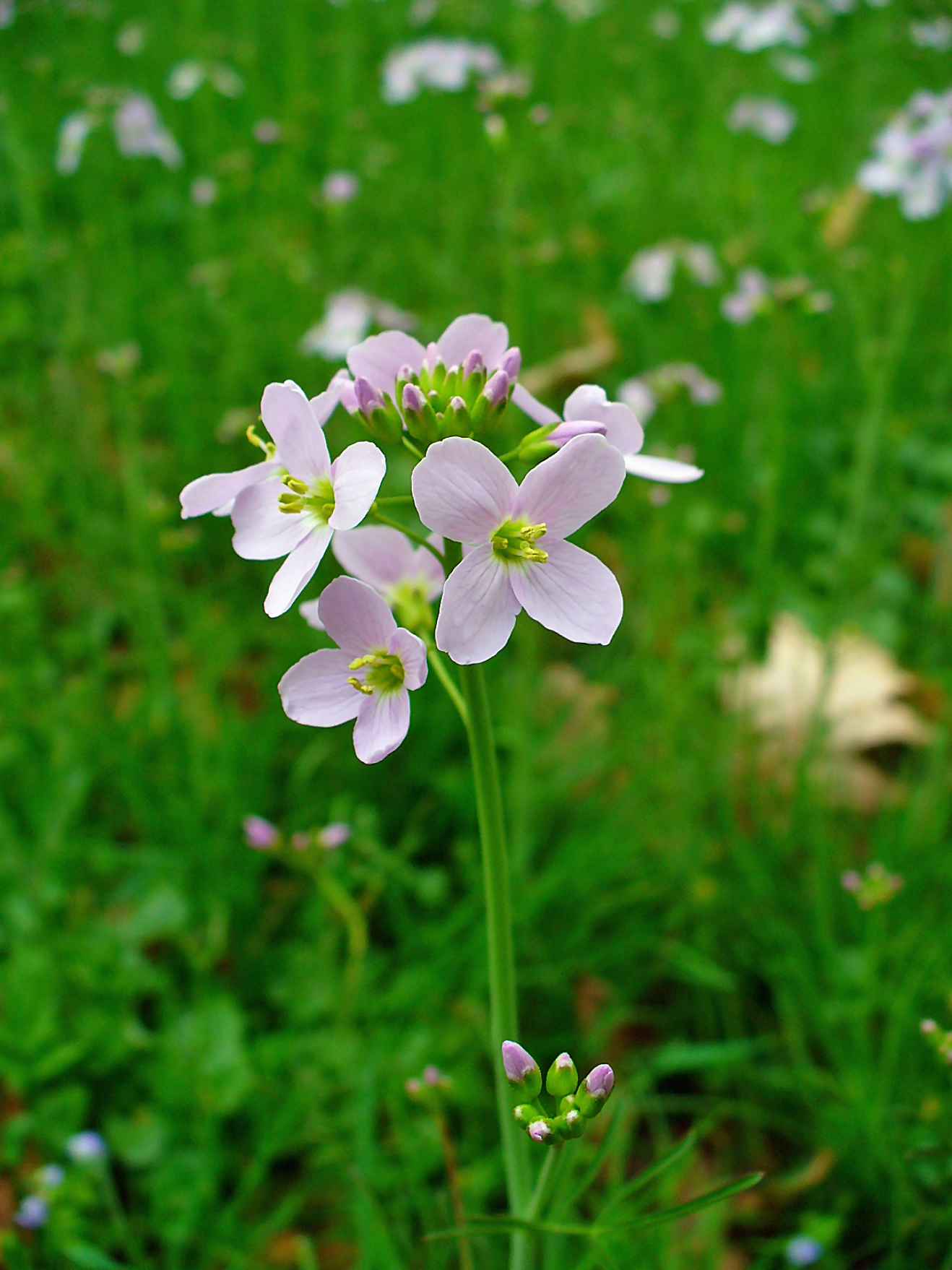
Traubiger Blütenstand

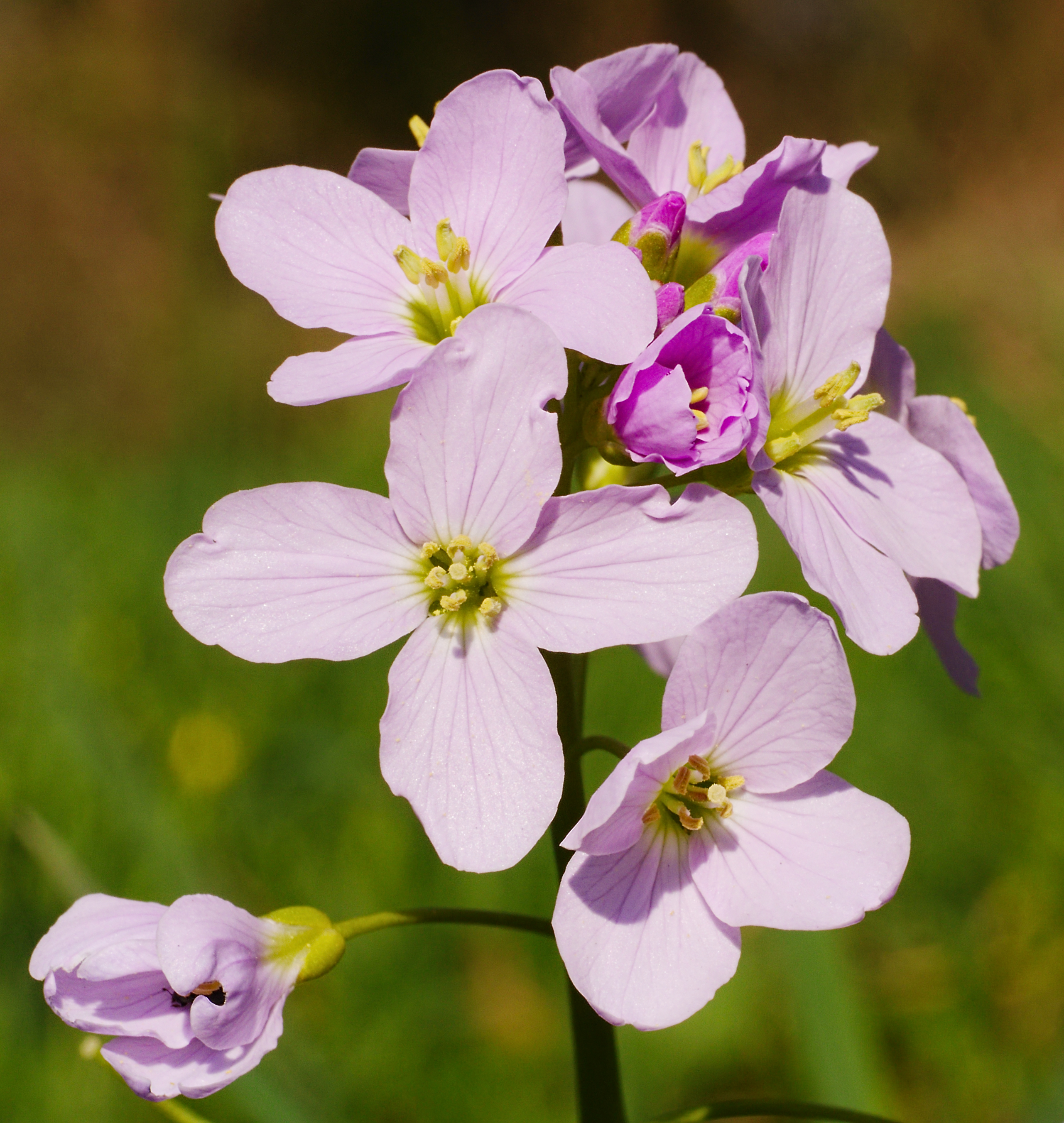
Blütenstand – Nahaufnahme

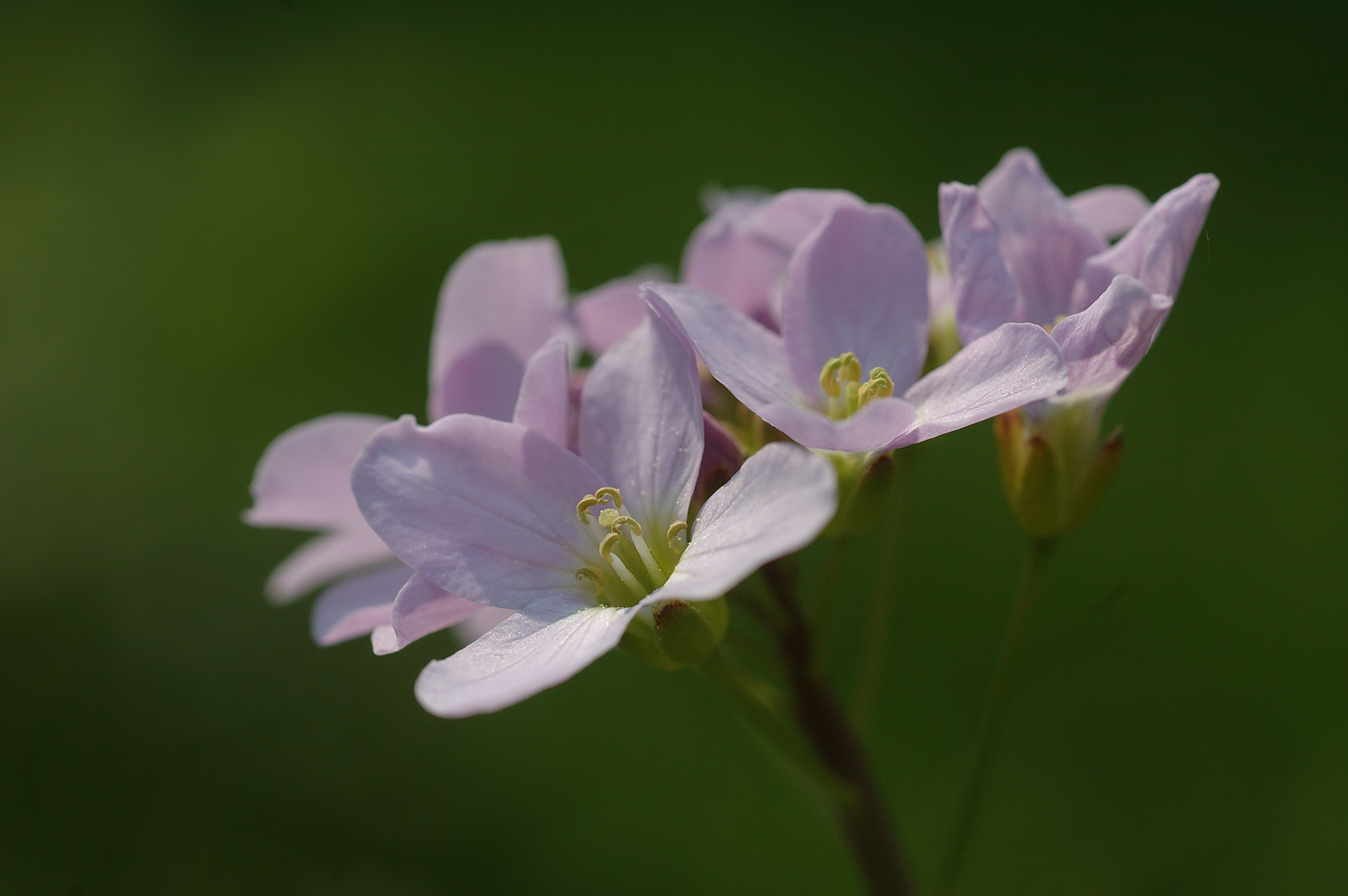
Vierzählige Blüten

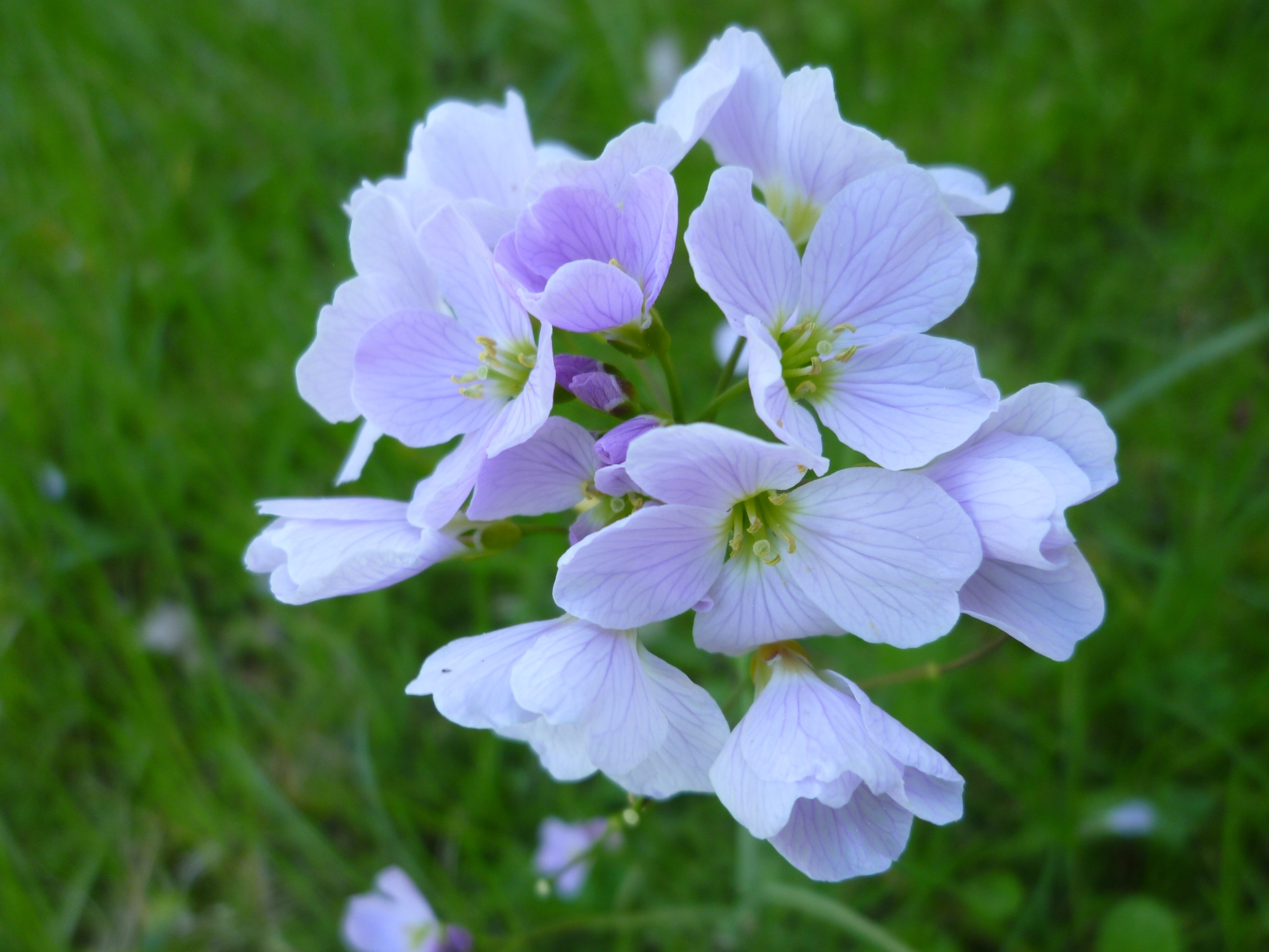
Wiesenschaumkraut

### Erscheinungsbild
Das Wiesen-Schaumkraut wächst als überwinternd grüne, ausdauernde, krautige Pflanze, die Wuchshöhen von meist 15 bis 55 (8 bis 80) Zentimetern erreicht. Sie bildet ein relativ kurzes, mit einem Durchmesser von bis 5 Millimetern zylindrisches, knollig-verdicktes Rhizom als Überdauerungsorgan aus. Der aufrechte, unverzweigte Stängel ist im Querschnitt rund, enthält anfangs Mark und wird später hohl und ist kahl oder im unteren Bereich spärlich behaart.

### Laubblatt
Die dünnen Laubblätter stehen in grundständigen Rosetten zusammen und sind wechselständig am Stängel verteilt; die Blattadern sind erhaben. Die meist 2 bis 7 (1 bis 10) Zentimeter lang gestielten Grundblätter weisen eine Länge von 30 Zentimeter auf, sind einfach oder unpaarig gefiedert und besitzen zwei bis 15 Paare rundlicher Fiederblättchen. Die Endfieder der Grundblätter ist 1,5 Zentimeter lang gestielt und bei einem Durchmesser von 0,3 bis 2 Zentimetern kreisförmig bis breit verkehrt-eiförmig mit einer meist gerundeten, selten fast nieren- oder keilförmigen Basis, gewelltem Rand sowie einem gerundeten oberen Ende. Die Grundblätter besitzen auf jeder Seite ihrer Rhachis zwei bis acht (bis zu 15 oder keine) Seitenfiedern, die höchstens gleich groß wie die Endfieder sind; sie sind gestielt oder sitzend, kreisförmig, eiförmig bis breit verkehrt-eiförmig mit gekerbtem oder gewelltem Rand. Es sind meist zwei bis zwölf (bis 18) kahle, kurz gestielte, 2 bis 17 Zentimeter lange, fiederteilige Stängelblätter vorhanden. Der gestielte oder sitzende Endabschnitt der Stängelblätter ist bei einer Länge von meist 1 bis 2,5 (bis zu 3,5) Zentimetern und einer Breite von meist 5 bis 8 (bis zu 10) Millimetern linealisch, länglich, eiförmig oder lanzettlich. Die Stängelblätter besitzen auf jeder Seite ihre Rhachis zwei bis acht (bis zu 15 oder keine) Seitenfiedern, die höchstens gleich groß wie die Endfieder sind; sie sind gestielt oder sitzend und herablaufend, in der Form ähnlich wie bei den Grundblättern und besitzen meist einen glatten oder selten gezähnten Rand.

### Blütenstand
Die Blütezeit des Wiesen-Schaumkrautes erstreckt sich je nach Standort von April bis Juni oder sogar Juli. Die Blüten stehen in einem endständigen, traubigen Blütenstand zusammen, jedoch entstehen am oberen Teil des Stängels häufig noch weitere kleine, traubige Blütenstände. Bei Regenwetter und Dunkelheit krümmt sich die Sprossachse und die sich schließenden Blüten nehmen eine nickende Stellung ein.

### Blüte
Die zwittrigen Blüten sind vierzählig mit der für Kreuzblütengewächse typischen Anordnung der Blütenorgane. Die vier aufrechten oder ausgebreiteten, grünen, freien Kelchblätter besitzen bei einer Länge von meist 3 bis 5 (2,5 bis 6) Millimetern und einer Breite von 1 bis 2 Millimetern eine längliche oder eiförmige Form mit häutigem Rand und die Basis der zwei seitlichen Kelchblätter ist sackförmig. Die vier freien, genagelten Kronblätter besitzen bei einer Länge von meist 0,8 bis 1,5 (0,6 bis 1,8) Zentimetern und einer Breite von meist 3 bis 7,5 (bis zu 10) Millimetern eine verkehrt-eiförmige Form und ein gerundetes oder ausgerandetes oberes Ende. Die Farben der Kronblätter reichen von selten weiß über meist weißlich und blass-rosafarben mit dunkleren Adern bis purpurfarben. Von den sechs Staubblättern besitzen die mittleren Paare 5 bis 10 Millimeter lange Staubfäden und das seitliche Paar 3 bis 6 Millimeter lange Staubfäden. Die gelben Staubbeutel sind bei einer Länge von (0,8 bis) meist 1,2 bis 2 Millimetern schmal länglich. Die Staubblätter ungefähr dreimal so lang wie die Kelchblätter sind. Das einzige Fruchtblatt enthält 20 bis 30 Samenanlagen. Der haltbare, meist gedrungene Griffel weist eine Länge von 1 bis 2,2 (0,5 bis 2,7) Millimetern auf.

### Frucht und Samen
Die dünnen, meist 1,2 bis 2,5 (0,5 bis 3) Zentimeter langen Fruchtstiele befinden sich aufrecht, aufsteigend oder fast spreizend an der Fruchtstandsachse. Die Schoten besitzen bei einer Länge von 2,5 bis 4,5 (1,6 bis 5,5) Zentimetern eine lineale Form und einem Durchmesser von (1,2 bis) meist 1,5 bis 2,3 Millimeter einen runden Querschnitt sowie kahle Klappen. Die hellbraunen Samen sind bei einer Länge von meist 1,2 bis 1,8 (bis zu 2) Millimetern und einem Durchmesser von 1 bis 1,4 Millimetern länglich. Die Früchte reifen zwischen Juni und August.

### Chromosomenzahlen
Die Chromosomenzahlen betragen 2n = 16, 24, 28-34, 38-44, 48, 56, 96, was auf die Chromosomengrundzahl x = 8 schließen lässt. Es liegt Polyploidie vor, wobei Untersuchungen diploide bis heptaploide Populationen nachweisen.

## Ökologie

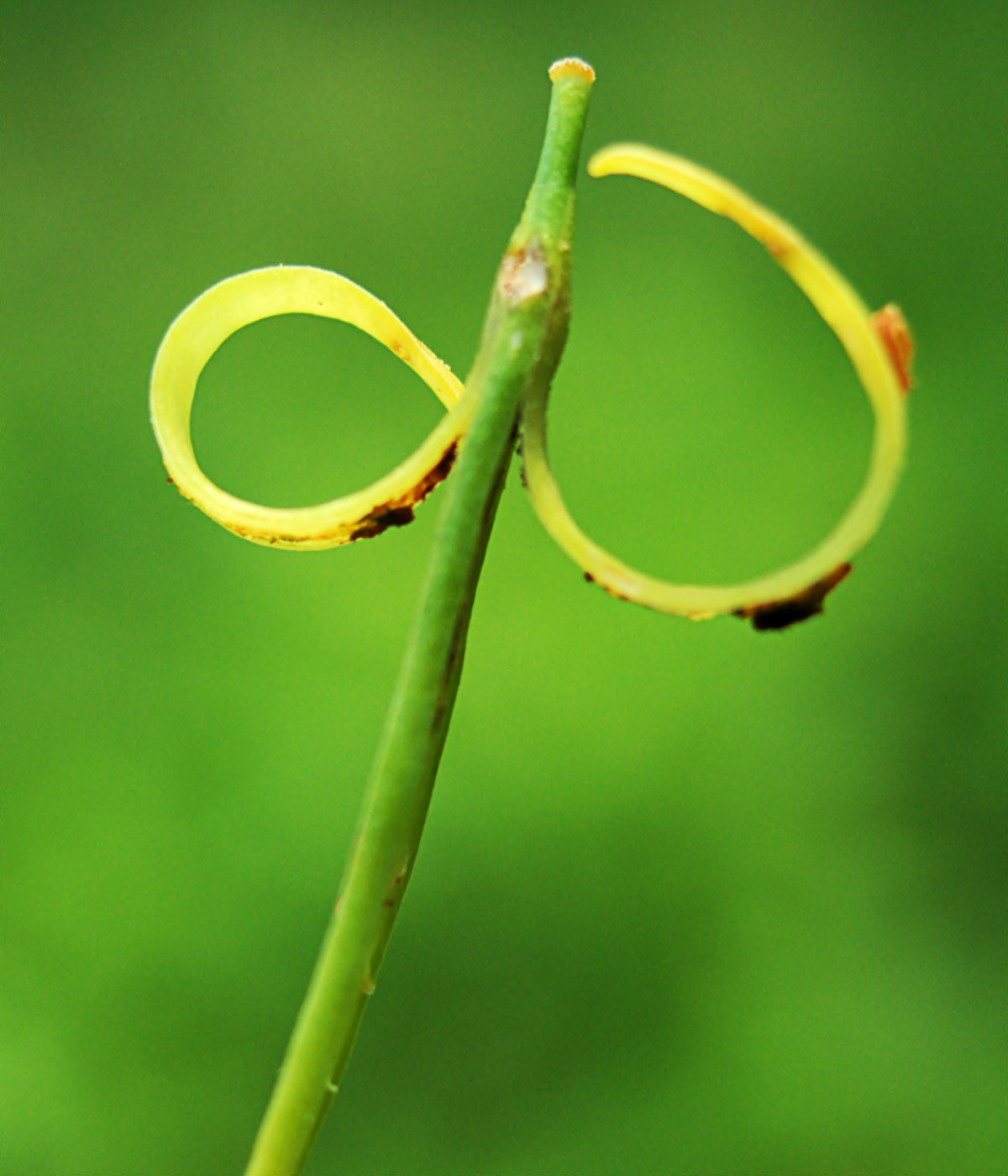
Aufgesprengte Schote des Wiesen-Schaumkrautes

Das Wiesen-Schaumkraut ist ein Hemikryptophyt, eine ausdauernde Halbrosettenpflanze mit dünnem, kriechendem Rhizom. Die Blattrosette ist oft wintergrün.
Blütenökologisch handelt es sich um „Nektar führende Scheibenblumen“ mit einem Übergang zu „Trichterblumen“. Nektar wird reichlich von kleinen Nektarien an der Fruchtknotenbasis abgesondert, er ist nur Bienen und Faltern zugänglich; Schwebfliegen ernten den Pollen. Die Blüten sind außerdem die wichtigste Pollenquelle der Zweizelligen Sandbiene (Andrena lagopus). Wie auch bei anderen Kreuzblütlern sind die Narbenpapillen kutinisiert, sodass auf ihnen nur solche Pollenkörner keimen können, die auch Cutinase, also das Cutin auflösende Enzym produzieren.
Die Schoten springen bei Reife auf und verstreuen die einreihig angeordneten Samen. Das Wiesen-Schaumkraut nutzt damit eine Ausbreitungsstrategie, die man botanisch auch als Ballochorie bezeichnet. Das Wiesen-Schaumkraut gehört dabei zu den Saftdruckstreuern, die in der europäischen Flora im Gegensatz zu den Austrocknungsstreuern selten sind. Reifen die Schoten, steigt der Zellsaftdruck und die Wände der Schote schwellen an. Ist ein bestimmter Druck überschritten, reißen die Wände der Schote explosionsartig auf. Durch die dabei freigesetzte Energie wird der Samen bis zu 2,4 Meter weit verstreut.
Das Wiesen-Schaumkraut ist ein Lichtkeimer/Hellkeimer.
Wenn grundständige Blätter des Wiesen-Schaumkrautes den feuchten Boden berühren, bilden sich häufig an den Ansatzstellen der Fiederblättchen wurzelnde Brutknospen. Aus diesen wachsen selbstständige Pflanzen heran. Mit dieser vegetativen Selbstausbreitung, die botanisch Blastochorie genannt wird, stellt die Pflanze eine Ausbreitung auch dann sicher, wenn die Standortbedingungen oder nasskaltes Wetter ein Ausreifen der Samenschoten verhindern.

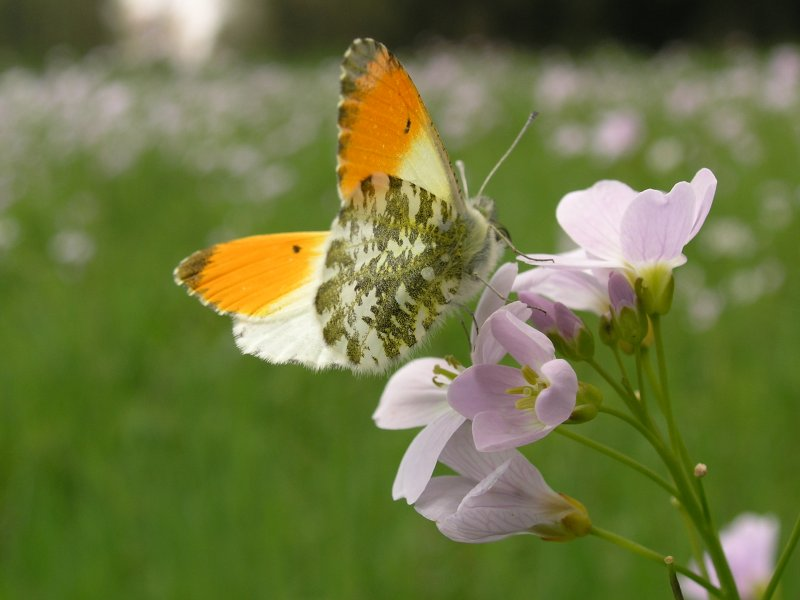
Aurorafalter sitzt auf Wiesen-Schaumkraut

## Synökologie
Die Blüten des Wiesen-Schaumkrautes sind sehr nektarreich und werden durch zahlreiche Insekten bestäubt.

### Aurorafalter
Gemeinsam mit der Knoblauchsrauke ist das Wiesen-Schaumkraut die bevorzugte Nahrungspflanze der Raupe des Aurorafalters (Anthocharis cardamines). Der Aurorafalter, der das Wiesen-Schaumkraut auch als Nektarpflanze nutzt, legt seine Eier meist an den Blütenstielen ab. Die Raupen fressen an diesen Pflanzen bis Juli oder August, verpuppen sich zu einer sogenannten Gürtelpuppe und überwintern dann.

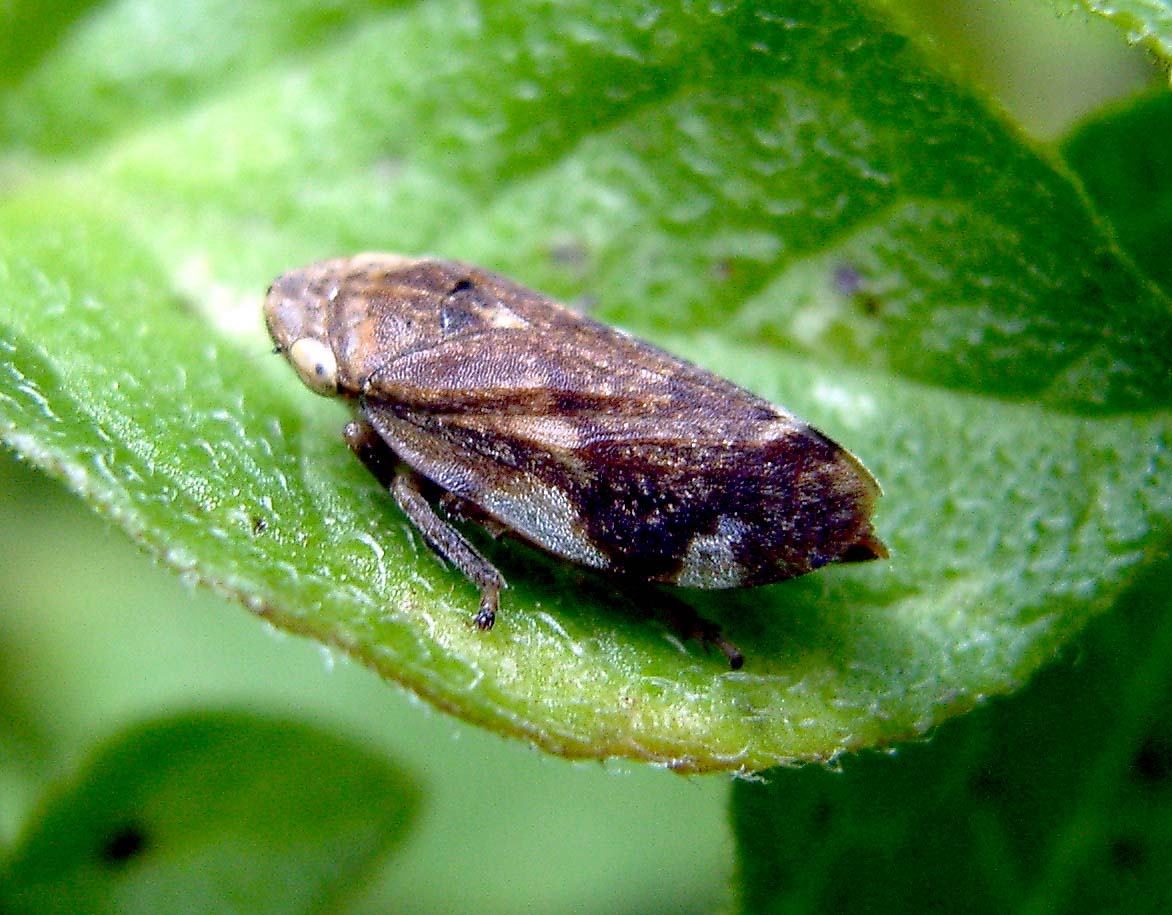
Wiesenschaumzikade (Philaenus spumarius)

### Wiesenschaumzikade
Zu den gleichfalls auf dem Wiesen-Schaumkraut lebenden Insekten zählt die 5 bis 6 Millimeter lange und variabel gefärbte Wiesenschaumzikade (Philaenus spumarius). Wiesenschaumzikaden leben auf krautigen Pflanzen, deren Pflanzensaft sie saugen. Sie legen an ihren Wirtspflanzen auch ihre Eier ab, aus denen im April und Mai Larven schlüpfen, die gleichfalls den Pflanzensaft saugen. Durch Einpumpen von Luftbläschen aus der Atemhöhle in eine eiweißhaltige Flüssigkeit, welche die Larven aus dem After abscheiden, wird der Schaum erzeugt. Der Schaum schützt die darin sitzende Larve vor Feinden, erhält aber in erster Linie die für die Weiterentwicklung nötige Feuchtigkeit und Temperatur. Diese auffälligen Schaumnester sind auch an der Kuckuckslichtnelke und an Gräsern zu finden.

## Vorkommen
Das Verbreitungsgebiet von Cardamine pratensis reicht von Europa bis zur arktischen Klimazone in Nordasien und Nordamerika. Es kommt in Asien in Japan, Korea, Kasachstan, Mongolei, Russland und den chinesischen Provinzen Heilongjiang, Nei Mongol, Xinjiang sowie westlichen Tibet vor. In Nordamerika kommt Cardamine pratensis in Höhenlagen zwischen 0 und 1000 Metern in den kanadischen Provinzen British Columbia, New Brunswick, Nova Scotia, Ontario, Québec sowie in Neufundland und in den US-Bundesstaaten Connecticut, Indiana, Maine, Massachusetts, Michigan, New Hampshire, New Jersey, New York, Ohio, Pennsylvania, Vermont vor, dabei sind die meisten Populationen Neophyten aus Europa, aber es scheint auch Populationen zu geben, die ursprünglich in Nordamerika heimisch sind.
Das Wiesen-Schaumkraut ist dabei in diversen Biotoptypen zu finden. Es zählt zu den in Mitteleuropa häufigen Pflanzenarten.
Als Standort werden frische bis feuchte Fett- und Feuchtwiesen sowie Bruch- und Auenwälder der collinen bis montanen Höhenstufe bis in Höhenlagen von etwa 1700 Meter bevorzugt. Durch eine Bewirtschaftung feuchter Wiesen wird die Ausbreitung dieser Art stark gefördert. Auch in nährstoffreichen Stauden- und ausdauernden Unkrautfluren, an nährstoffreichen Gewässern, an Quellen und Quellläufen sowie in Hochstaudenfluren und Gebüschen der Gebirge ist das Wiesen-Schaumkraut anzutreffen. Es gedeiht in Mitteleuropa in Gesellschaften der Klasse Molinio-Arrhenatheretea, kommt aber auch in Gesellschaften der Verbände Aegopodion oder Alno-Ulmion vor.
Die ökologischen Zeigerwerte nach Landolt et al. 2010 sind in der Schweiz: Feuchtezahl F = 3+w (feucht aber mäßig wechselnd), Lichtzahl L = 3 (halbschattig), Reaktionszahl R = 3 (schwach sauer bis neutral), Temperaturzahl T = 3+ (unter-montan und ober-kollin), Nährstoffzahl N = 4 (nährstoffreich), Kontinentalitätszahl K = 2 (subozeanisch).

## Systematik
Die Erstveröffentlichung von Cardamine pratensis erfolgte 1753 durch Carl von Linné in Species Plantarum, 2, S. 656.
Die botanische Artname Cardamine pratensis setzt sich zusammen aus der Gattungsbezeichnung Cardamine, die sich vom griechischen Wort καρδαμίνη kardamíne für Kresse ableitet und dem Artepitheton pratensis, das aus dem Lateinischen kommt und mit „auf Wiesen wachsend“ übersetzt werden kann.
Es wurden viele Unterarten und Varietäten beschrieben, die alle heute Synonyme dieser oder anderer Arten sind. Synonyme für Cardamine pratensis L. sind: Cardamine nemorosa Lej., Cardamine praticola Jord., Cardamine rivularis Čopyk, Cardamine udicola Jord., Cardamine ullepiciana Borbás, Cardamine pratensis L. subsp. pratensis, Cardamine pratensis subsp. atlantica (Emb. & Maire) Greuter & Burdet, Cardamine pratensis subsp. genuina Čelak. des. inval., Cardamine pratensis subsp. major Tomšovic, Cardamine pratensis subsp. picra De Langhe & D'hose, Cardamine pratensis subsp. ullepiciana (Borbás) Jay, Cardamine pratensis var. atlantica Emb. & Maire, Cardamine pratensis var. carpatica Zapalł., Cardamine pratensis var. dentata Schur, Cardamine pratensis var. flore-pleno Neilr., Cardamine pratensis var. grandiflora Endl., Cardamine pratensis var. grandiflora Neilr., Cardamine pratensis var. grandiflora Schur, Cardamine pratensis var. macrantha Schur, Cardamine pratensis var. parvifolia Wimm. & Grab., Cardamine pratensis var. pleniflora Schur, Cardamine pratensis var. pseudohirsuta Schur, Cardamine pratensis var. pubescens Wimm. & Grab., Cardamine pratensis var. subrivularis Schur, Cardamine pratensis var. typica Beck des. inval.

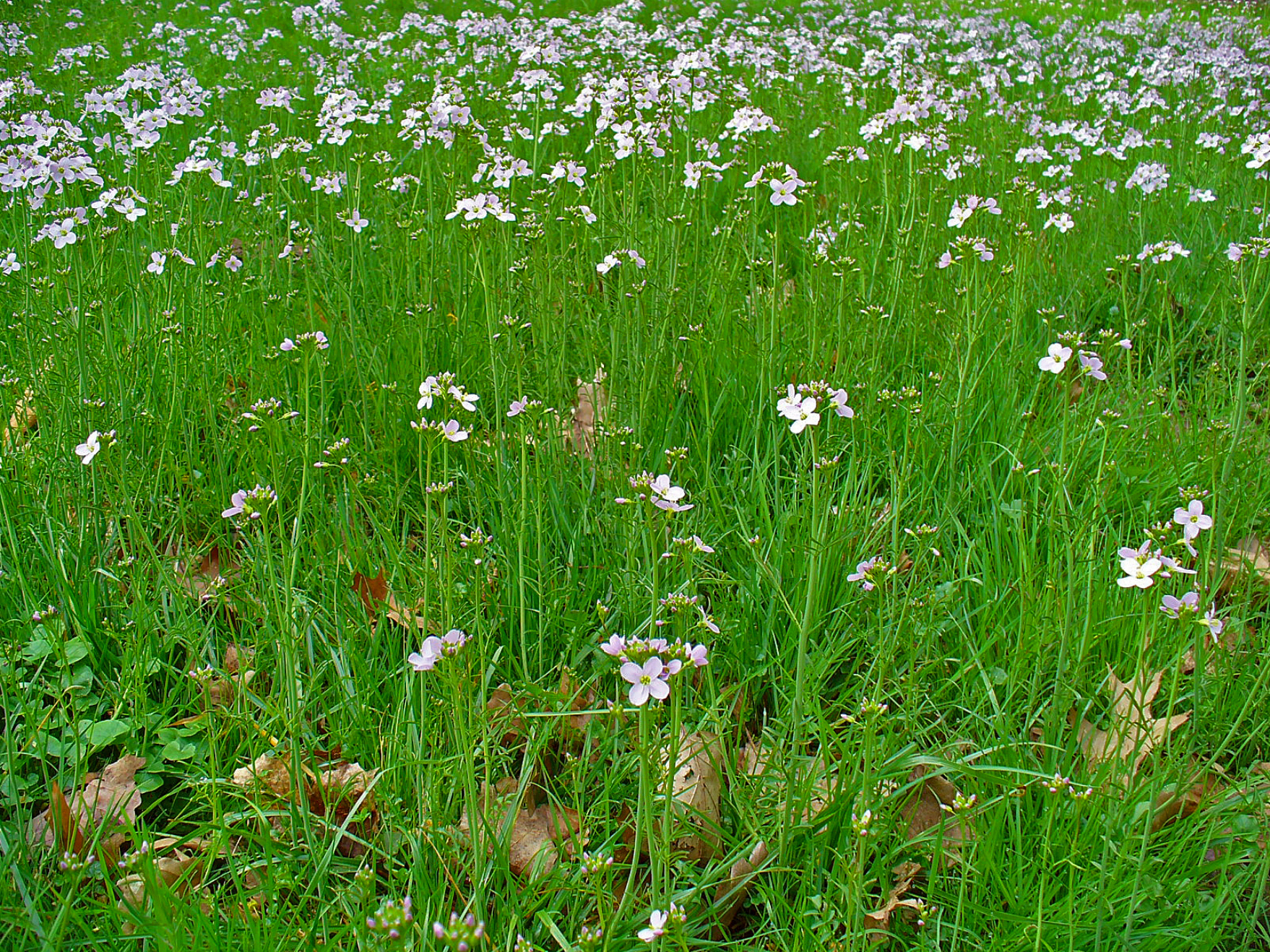
Blütenaspekt, eine mit Wiesenschaumkraut bestandene Wiese

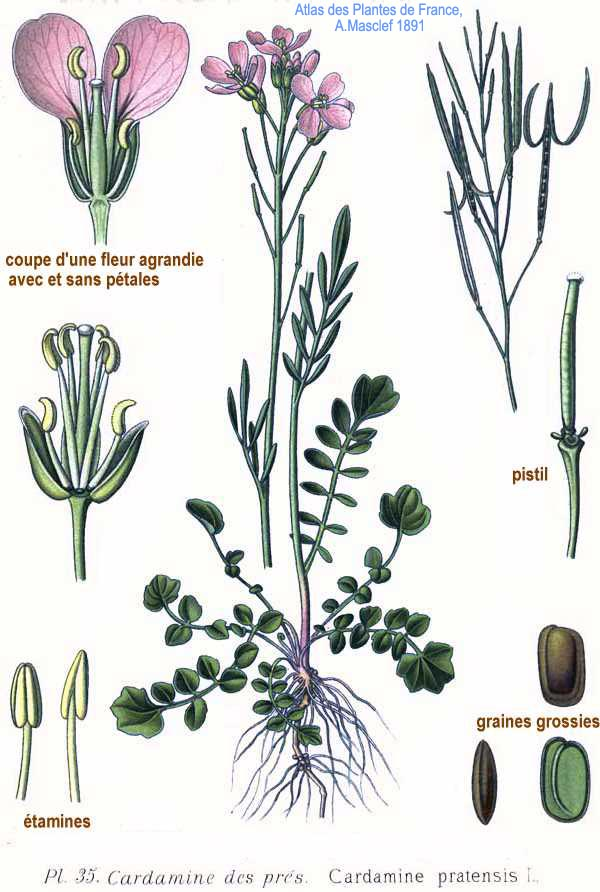
Illustration

## Trivialnamen
Die im deutschsprachigen Raum üblichen Trivialnamen Wiesen-Schaumkraut oder einfach Schaumkraut beziehen sich möglicherweise auf das Vorkommen von Schaumnestern der Schaumzikaden (Aphrophoridae) an dieser Pflanze. Diese sind im Frühjahr so häufig, dass die im Volksmund auch als „Kuckucksspeichel“ oder „Hexenspucke“ bezeichneten Nester der Pflanze den volkstümlichen Namen „Kuckucksblume“ gegeben haben.
Die Bezeichnung Schaumkraut lässt aber auch eine andere Deutung zu, da eine mit Wiesenschaumkraut bestandene Wiese durchaus den Eindruck erwecken kann, als sei sie mit Schaum überzogen: „Betrachtet man eine solche Ebene in der Mitte des Mais zu einer Tageszeit, wo durch die durchwärmenden Sonnenstrahlen jene bekannten wellenförmige Bewegung der Luft entsteht, so erscheint die ganze Fläche wie von einem üppigen Schaum bedeckt, was wohl die Entstehung des Namens Schaumkraut veranlaßt haben mag.“
Als weit verbreitete und auffällige Wiesenblume besitzt das Wiesen-Schaumkraut eine Reihe weiterer regional sehr unterschiedlicher volkstümlicher Namen. Dazu gehören Bettbrunzer, (Schweiz: Bettseicherli), blaues Brunnenkressich, Gauchblume, Harnsamen, Maiblume, Marienblume, Pinksterbloem, Präriekraut, Storchenschnäbli, Strohblume, Wasserkraut und Wilde Kresse. Weitere Namen sind Bachkresse, süße Brunnenkresse (Österreich), Chessali (St. Gallen bei Werdenberg und Sargans), Feldkresse, Fleischblume (Schweiz), Geldseckalischelm (St. Gallen im Rheintal), Geltenblume (Schweiz), Hanotterblom (Altmark), Heinotterblom (Altmark), Hennaäugli (St. Gallen im Rheintal), Kiewitsblome (Oldenburg, Ostfriesland, Wilstermarsch), braune Kresse, wilder Kress (Kärnten bei Glödnitz), Kukuksblome (Unterweser), Maiblome (Oldenburg), Mattenkressich (Schweiz), Milchblümle (Memmingen), Pfingstblumen (Oldenburg), Pingsterblömen (Ostfriesland), Schisgelte (Schweiz), Spreenblome (Wildeshausen), Störkeblöme (Ostfriesland), Wiesenkresse (Schlesien) und Ziegerle (Schweiz).

## Gebrauch

### Nahrungsmittel
Die jungen Blätter, die vor der Blüte gesammelt werden, sowie die jungen Pflanzen sind essbar und schmecken auf Grund des enthaltenen Senfölglykosids kresseähnlich und leicht scharf. Sie werden in Salaten, in Kräutersuppen, als Gewürz für Quark und Frischkäse sowie in Saucen verwendet.

### Medizinische Anwendung
Wiesen-Schaumkraut enthält als Inhaltsstoffe Senfölglykoside, Bitterstoffe und Vitamin C. Das Öl des Wiesen-Schaumkrautes dient daher in der Dermatologie als Pflegecreme bei strapazierten und trockenen Händen.
In der Volksmedizin wird Wiesenschaumkraut-Tee gegen Rheuma und andere Schmerzzustände angewendet. Heilwirkungen beruhen vor allem auf dem enthaltenen Vitamin C sowie den Senfölglykosiden, die insbesondere auf Niere und Leber anregend wirken. Dieser Wirkung verdankt das Wiesen-Schaumkraut auch die volkstümlichen Bezeichnungen Bettsoicher, Harnsamen und Griesblümel. Weil die im Wiesen-Schaumkraut enthaltenen Wirkstoffe jedoch Magen und Nieren auch reizend beeinflussen können, sollte eine Anwendung nur in Maßen erfolgen.
Madaus zufolge finden sich trotz offensichtlicher Verbreitung der Pflanze kaum ältere medizinische Erwähnungen. Sie war im 16. Jahrhundert in Apotheken nicht gebräuchlich. Lediglich Dodonaeus kannte ihre Nasturtium aquaticum ähnliche Wirkung. Greding machte sie 1774 bekannter. Buchheims Lehrbuch der Arzneimittellehre von 1853/56 und Dragendorffs Die Heilpflanzen der verschiedenen Völker und Zeiten von 1898 nennen die Wirkähnlichkeit zu Brunnenkresse bzw. auch Meerrettich und Bitteres Schaumkraut bei Krämpfen der Kinder. Bohns Die Heilwerte heimischer Pflanzen nennt Chorea, hysterische Krämpfe und rheumatische Schmerzen, Dinands Handbuch der Heilpflanzenkunde von 1924 außerdem Unterleibsstockungen, Hautkrankheiten und Skorbut. Laut Schulz soll es bei Scharlachfieber benutzt worden sein. Eine blutzuckersenkende Wirkung bei Diabetes mellitus bestätigte sich nicht.

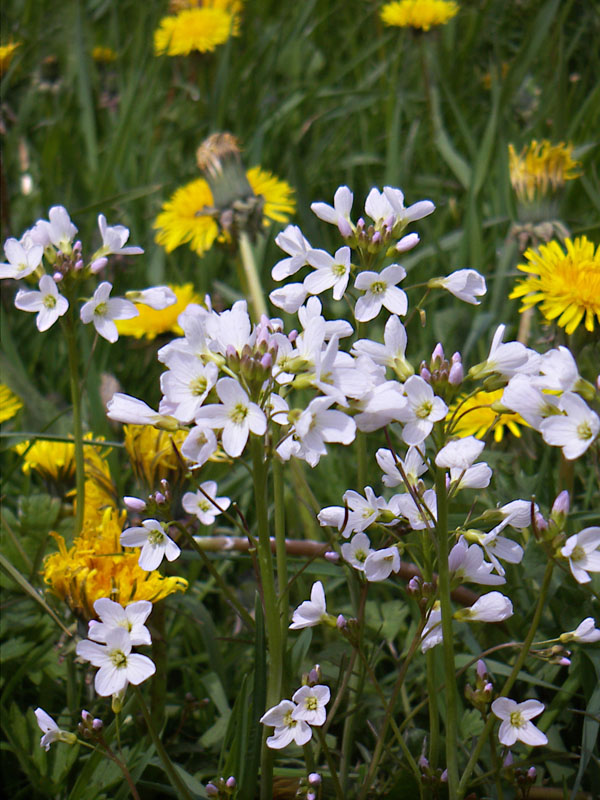
Wiesen-Schaumkraut zusammen mit Löwenzahn auf einer Wiese in der Eifel

### Verwendung als Zierpflanze
Seit dem 17. Jahrhundert wird das Wiesen-Schaumkraut als Zierpflanze kultiviert, wobei auch eine Form mit gefüllten Blüten angeboten wird. Das Wiesen-Schaumkraut ist für Wildpflanzengärten empfehlenswert.

## Blume des Jahres 2006 und Gefährdung
Das Wiesen-Schaumkraut wurde zur Blume des Jahres 2006 gewählt. Die Stiftung Naturschutz Hamburg und Stiftung zum Schutze gefährdeter Pflanzen begründete ihre Entscheidung für diese vielerorts noch häufig vorkommende Art damit, dass mit der Wahl einer solchen Feuchtwiesenart auf die zunehmende Gefährdung dieses Biotoptyps aufmerksam gemacht werden soll. Von dem Rückgang solcher Gebiete sind immer mehr Grünlandarten in ihrer Verbreitung betroffen. So sind in Sachsen-Anhalt und Mecklenburg-Vorpommern die Bestände des Wiesen-Schaumkrauts bereits so weit zurückgegangen, dass diese Art dort als gefährdet eingestuft wird und den Rote-Liste-Status 3 erhielt.

## Philatelistisches
Mit dem Erstausgabetag 18. Dezember 2018 gab die Deutsche Post AG in der Serie Blumen ein Postwertzeichen im Nennwert von 15 Eurocent heraus. Der Entwurf stammt von den Grafikern Stefan Klein und Olaf Neumann aus Iserlohn.